# Ecolabel europeo

L'Ecoetichetta europea (EU Ecolabel nella dicitura inglese) è un marchio europeo usato per certificare (secondo il regolamento CE n. 66/2010) il ridotto impatto ambientale dei prodotti o dei servizi offerti dalle aziende che ne hanno ottenuto l'utilizzo.
È rappresentato da una margherita stilizzata avente le dodici stelle della bandiera dell'Unione europea come petali e, al centro, una "E" arrotondata.
La certificazione necessaria può essere richiesta, su base volontaria, da qualunque impresa o azienda appartenente ai 27 Stati dell'Unione europea come pure in Norvegia, Islanda e Liechtenstein.
L'Ecoetichetta è uno strumento volontario comunitario che certifica i prodotti ambientalmente compatibili, consentendo al consumatore di riconoscere attraverso un marchio il rispetto dell'ambiente da parte del prodotto (o servizio) in tutto il suo ciclo di vita, che può così differenziarsi dai concorrenti presenti sul mercato, mantenendo elevati standard prestazionali ambientali. L'Ecolabel non si applica a prodotti farmaceutici (settore per il quale è in corso di studio un'estensione del marchio).
Il rispetto dell'ambiente deve essere certificato attraverso una serie di criteri definiti per ogni categoria di prodotto, valutati sulla base di un'analisi della vita dei prodotti, sui costi di smaltimento, sugli imballi e sui consumi, secondo procedure normate nella ISO 14040. Queste procedure prevedono la determinazione da parte del produttore del grado di approfondimento necessario per l'analisi, la garanzia della qualità dei dati e della corretta interpretazione dei risultati; inoltre deve essere effettuata un'analisi dell'inventario che, per ogni fase di vita del prodotto, cataloghi tutti i flussi di materia ed energia inerenti al prodotto, in modo da definire un bilancio di materia e di energia. La stima dell'impatto deve considerare tutti i processi relativi al prodotto e deve essere fatta anche in termini di contributo al surriscaldamento, al problema dell'ozono, all'eutrofizzazione, all'acidificazione, alla tossicità per l'uomo e per l'ambiente.
Per l'assegnazione del marchio Ecolabel l'azienda deve inviare domanda e documentazione al comitato preposto, il quale si avvale dell'ISPRA (Istituto superiore per la protezione e la ricerca ambientale) per la verifica tecnica e le prove di laboratorio. I costi per l'adesione sono fissati e comprendono una quota istruttoria più un canone annuale di partecipazione, proporzionale al volume di vendita. La domanda deve contenere tutti i documenti, i certificati e le schede tecniche utili a stabilire che il prodotto rispetta i criteri stabili. L'utilizzo del marchio deve sottostare a un contratto ed è permesso per il solo prodotto richiedente, infatti è rilasciato per il prodotto e non per l'azienda. Sono previste delle agevolazioni particolare per chi richiede l'Ecoetichetta per un prodotto di un'azienda già registrata EMAS.